# Virgil K. Meroney
Virgil Kersh Meroney II (16 tháng 2 năm 1921 – 27 tháng 6 năm 1980) là một đại tá Không quân Hoa Kỳ. Trong Thế chiến II, ông là phi công ách với 9 chiến công khi điều khiển chiếc P-47 Thunderbolt, khiến ông trở thành phi công xuất sắc P-47 duy nhất trong Liên đoàn chiến đấu số 352. Ông bị bắn hạ rồi bị bắt làm tù binh trước khi vượt ngục thành công. Ông từng thực hiện các nhiệm vụ trong Chiến tranh Triều Tiên và Chiến tranh Việt Nam trước khi giải ngũ khỏi không quân vào năm 1970.

## Đầu đời
Meroney sinh ngày 16 tháng 2 năm 1921, ở Pine Bluff, Arkansas.

## Binh nghiệp
Vào tháng 5 năm 1937, ông gia nhập Lực lượng Vệ binh Quốc gia Arkansas và được lệnh nhập ngũ vào tháng 5 năm 1940. Năm 1941, ông kết hôn với Mildred Louise, nhũ danh Duckett (1921–2009). Họ có hai con trai: Virgil III và Douglas.
Vào ngày 27 tháng 3 năm 1942, ông tham gia khóa huấn luyện bay của Không lực Lục quân Hoa Kỳ và nhận phù hiệu phi công. Vào ngày 30 tháng 10 năm 1942, ông được sắc phong hàm thiếu úy tại Luke Field ở Arizona.

### Thế chiến II

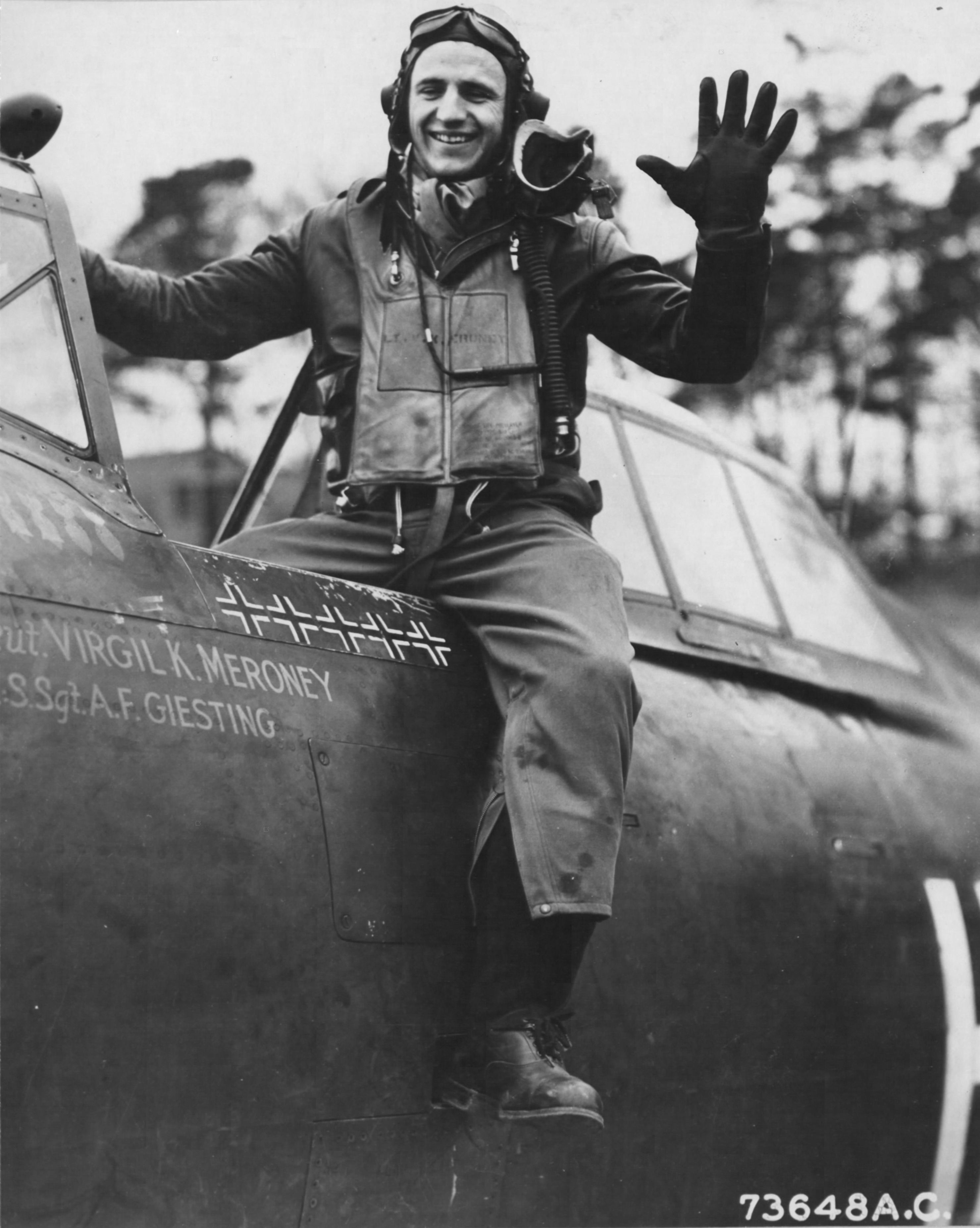
Meroney trên chiếc P-47 trong Thế chiến II.

Vào tháng 12 năm 1942, Meroney được cử đến Westover Field ở Massachusetts, ông được chỉ định vào Phi đoàn chiến đấu số 487 trong Liên đoàn chiến đấu số 352 và vào tháng 1 năm 1943, ông hoàn thành khóa huấn luyện trong chiếc P-47 Thunderbolt. Vào tháng 6 năm 1943, Liên đoàn số 352 đổ bộ lên Vương quốc Anh và được chỉ định đến Không quân Hoàng gia Bodney ở Watton, Norfolk. Điều khiển những chiếc P-47 trong chiến đấu, Meroney đã bắn hạ chiếc máy bay Đức đầu tiên và chia chiến công khác với một đồng đội phi công chiến đấu vào ngày 1 tháng 12 năm 1943.
Meroney lập chiến công thứ hai vào ngày 4 tháng 12 năm 1943, cùng với chiến công chung. Ông bắn hạ chiếc máy bay Đức thứ tư vào ngày 29 tháng 1 năm 1944 và vào ngày 30 tháng 1, ông bắn hạ chiếc máy bay Đức thứ năm, trở thành phi công ách đầu tiên trong Liên đoàn chiến đấu số 352.
Meroney tiếp tục lập chiến công. Vào ngày 8 tháng 3, trong khi hộ tống các máy bay ném bom Mỹ rút lui sau nhiệm vụ ném bom trên Berlin, phi đội của Meroney đã giao chiến với ba chiếc Bf 109 do phi công Đức Klaus Mietusch chỉ huy đang cố gắng tấn công các máy bay ném bom. Khi Mietusch tấn công các máy bay ném bom từ phía sau, ông đã bắn hạ được một trong những chiếc B-17 nhưng đáp lại bị Meroney bắn hạ, buộc Mietusch phải nhảy dù thoát khỏi chiếc máy bay, và công nhận Meroney với chiến công thứ tám. Vào ngày 16 tháng 3, ông bắn hạ chiếc máy bay Đức thứ 9, đây là chiến công cuối cùng của ông trong chiến tranh. Vào tháng 4 năm 1944, Liên đoàn số 352 chuyển sang chiếc P-51 Mustang. Vào ngày 8 tháng 4 năm 1944, khi oanh tạc một sân bay Đức, Meroney bị hỏa lực phòng không bắn hạ và ông nhảy thoát ra khỏi chiếc P-51 bị hư hỏng. Ông bị quân Đức bắt và bị giam làm tù binh cho đến tháng 4 năm 1945, khi ông vượt ngục và tìm cách liên lạc với Quân đội Hoa Kỳ đang tiến về sông Rhein.
Trong Thế chiến II, Meroney được công nhận đã bắn phá hủy 9 máy bay quân địch cộng thêm 2 chiến công chung và 1 chiếc bị hư hại. Vì những thành tích của mình trong chiến tranh, ông được trao Ngôi sao Bạc, 5 Huân chương Thập tự Phi hành Xuất sắc và 4 Huân chương Không quân. Khi phục vụ trong Liên đoàn số 352, chiếc P-47 được đặt theo tên vợ ông, mang tên "Sweet Louise".

### Chiến tranh Lạnh

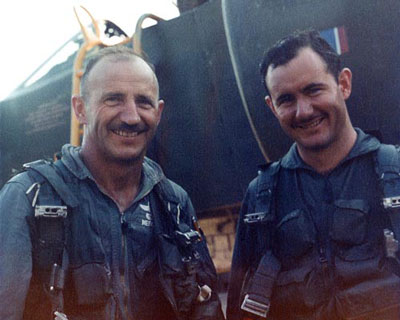
Meroney cùng con trai Virgil III tại Căn cứ Không quân Hoàng gia Thái Lan Ubon trong Chiến tranh Việt Nam. Virgil III tử trận vào tháng 3 năm 1969.

Sau khi trở về Hoa Kỳ, từ tháng 8 năm 1945 đến tháng 1 năm 1946 Meroney là người hướng dẫn bay tại Luke Field và tiếp tục phục vụ trong Không quân Hoa Kỳ mới thành lập. Từ năm 1950, ông chỉ huy Phi đoàn hộ tống chiến đấu số 561 của Liên đoàn hộ tống chiến đấu số 12 và dẫn đầu đơn vị này đến Anh từ tháng 7 đến tháng 12 năm 1951. Ông sau đó được chỉ định vào Phi đoàn thử nghiệm số 1211 tại Kwajalein từ tháng 9 đến tháng 11 năm 1952, nơi ông tham gia nhiệm vụ lấy mẫu sau vụ thử hạt nhân Operation Ivy.
Từ tháng 5 đến tháng 8 năm 1953, ông được chỉ định đến Nhật Bản, nơi ông điều khiển các chiếc F-84 Thunderjet tham chiến trong những tháng cuối cùng của Chiến tranh Triều Tiên. Meroney đảm nhận nhiều cương vị chỉ huy và tham mưu trong 15 năm tiếp theo. Năm 1968, trong Chiến tranh Việt Nam, ông được chỉ định vào Không đoàn chiến thuật số 8 tại Căn cứ Không quân Hoàng gia Thái Lan Ubon, ông giữ chức Phó Tư lệnh Tác chiến và kế tiếp là Phó Tư lệnh, điều khiển chiếc F-4 Phantom II trong các nhiệm vụ chiến đấu. Ông thực hiện 141 nhiệm vụ chiến đấu và đã thực hiện hai nhiệm vụ chiến đấu cùng con trai mình là Virgil III, trước khi con trai ông tử trận vào ngày 1 tháng 3 năm 1969, sau khi máy bay của ông bị hỏa lực phòng không bắn hạ trong một nhiệm vụ không kích vào ban đêm phá hủy mục tiêu quân địch ở tỉnh Khammuane, Lào.
Meroney trở về Hoa Kỳ vào tháng 2 năm 1969 và được chỉ định vào sở chỉ huy Bộ Tư lệnh Không quân Chiến thuật tại Căn cứ Không quân Langley ở Virginia, nơi ông giữ chức vụ Phụ tá Viên trưởng An toàn và sau đó là Viên trưởng An toàn trước khi giải ngũ khỏi không quân vào ngày 31 tháng 12 năm 1970.

## Qua đời
Meroney qua đời vì bệnh ung thư vào ngày 27 tháng 6 năm 1980, ở tuổi 59. Ông được an táng tại Nghĩa trang Graceland ở Pine Bluff.

## Chiến công
| Ngày/tháng       | #   | Loại          | Máy bay | Đơn vị chỉ định |
| ---------------- | --- | ------------- | ------- | --------------- |
| 1 tháng 12, 1943 | 1   | Bf 109        | P-47D   | 487 FS, 352 FG  |
| 1 tháng 12, 1943 | 0.5 | Me 210/Bf 110 | P-47D   | 487 FS, 352 FG  |
| 4 tháng 12, 1943 | 1   | Bf 109        | P-47D   | 487 FS, 352 FG  |
| 4 tháng 12, 1943 | 0.5 | Fw 190        | P-47D   | 487 FS, 352 FG  |
| 29 tháng 1, 1944 | 1   | Fw 190        | P-47D   | 487 FS, 352 FG  |
| 30 tháng 1, 1944 | 1   | Bf 109        | P-47D   | 487 FS, 352 FG  |
| 3 tháng 2, 1944  | 1   | Fw 190        | P-47D   | 487 FS, 352 FG  |
| 8 tháng 3, 1944  | 1   | Bf 109        | P-47D   | 487 FS, 352 FG  |
| 10 tháng 3, 1944 | 1   | Bf 109        | P-47D   | 487 FS, 352 FG  |
| 16 tháng 3, 1944 | 1   | Bf 109        | P-47D   | 487 FS, 352 FG  |

Nguồn: Air Force Historical Study 85: USAF Credits for the Destruction of Enemy Aircraft, World War II 

## Huân chương
|  | Huy hiệu Phi công chỉ huy Không quân Hoa Kỳ |
|  | Huy hiệu nhảy dù                            |

| | Ngôi sao Bạc                                                                             |
| Width-44 crimson ribbon with a pair of width-2 white stripes on the edges                                                                                        | Legion of Merit                                                                          |
| V · Silver oak leaf cluster · Bronze oak leaf cluster | Huân chương Thập tự Phi hành với thiết bị "V", cụm lá sồi bạc và đồng                    |
| | Trái tim Tím                                                                             |
| Silver oak leaf cluster · Silver oak leaf cluster · Silver oak leaf cluster                                                                                      | Huân chương Không quân cùng 3 cụm lá sồi bạc                                             |
| | Huân chương khen thưởng                                                                  |
| | Biểu dương Đơn vị Tổng thống                                                             |
| V · Bronze oak leaf cluster | Huân chương đơn vị xuất sắc về hàng không và vũ trụ cùng thiết bị "V" và cụm lá sồi đồng |
| | Huân chương Tù binh                                                                      |
| | Huân chương sẵn sàng chiến đấu                                                           |
| | Huân chương Phục vụ Quốc phòng Hoa Kỳ                                                    |
| | Huân chương Chiến dịch Mỹ                                                                |
| Bronze star | Huân chương Chiến dịch Châu Âu – Châu Phi – Trung Đông cùng ngôi sao chiến dịch đồng     |
| | Huân chương Chiến công Thế chiến II                                                      |
| Bronze star · Width=44 scarlet ribbon with a central width-4 golden yellow stripe, flanked by pairs of width-1 scarlet, white, Old Glory blue, and white stripes | Huân chương phục vụ quốc phòng cùng ngôi sao chiến dịch đồng                             |
| Bronze star | Huân chương phục vụ Hàn Quốc cùng ngôi sao chiến dịch đồng                               |
| | Huân chương quân đội viễn chinh                                                          |
| Bronze star | Huân chương phục vụ Việt Nam cùng ngôi sao chiến dịch đồng                               |
| Silver oak leaf cluster · Bronze oak leaf cluster | Huân chương Phục vụ Tuổi thọ Hàng không và Không gian cùng cụm lá sồi bạc và đồng        |
| | Ruy băng thiện xạ                                                                        |
| | Huân chương Không quân Việt Nam Cộng hòa hạng Danh dự                                    |
| | Anh Dũng Bội Tinh                                                                        |
| | Huân chương Phục vụ Liên Hợp Quốc Hàn Quốc                                               |
| | Chiến Dịch Bội Tinh                                                                      |
| | Huân chương Phục vụ Chiến tranh Triều Tiên                                               |